# Mitteldeutsche Fußballmeisterschaft 1917/18

VfB Leipzig – Mitteldeutscher Fußballmeister 1918

Die mitteldeutsche Fußballmeisterschaft 1917/18 des Verbandes Mitteldeutscher Ballspiel-Vereine war die 17. Spielzeit der mitteldeutschen Fußballmeisterschaft. Trotz des Ersten Weltkrieges fand in dieser Spielzeit ein regelmäßiger Spielbetrieb in den meisten Gauen statt. Durch ein 2:0-Erfolg über den Vorjahressieger Hallescher FC 1896 wurde der VfB Leipzig zum achten Mal mitteldeutscher Fußballmeister. Die deutsche Fußballmeisterschaft fand jedoch kriegsbedingt erneut nicht statt.

## Modus
Die Vereine waren in der Saison 1917/18 in 22 Bezirke (Gaue) unterteilt. Der Gau Grafschaft-Mansfeld schloss sich ab dieser Spielzeit dem Gau Kyffhäuser an. 15 Gaue meldeten termingerecht dem Spiel-Ausschuss ihren Meister und durften an der mitteldeutschen Fußballendrunde teilnehmen. Die Sieger der Gaue Kyffhäuser, Nordthüringen, Ostthüringen, Saale-Elster und Wartburg trugen, wie bereits in der letzten Saison, zuerst die Thüringer Fußballmeisterschaft aus. Nur der Sieger aus diesen fünf Gauen qualifizierte sich für die mitteldeutsche Fußballendrunde.
| Gau             | Gaumeister                           |
| --------------- | ------------------------------------ |
| Altmark         | Herta Wittenberge                    |
| Anhalt          | SV 1907 Bernburg a                   |
| Elbe/Elster     | kein Spielbetrieb                    |
| Erzgebirge      | kein Spielbetrieb                    |
| Göltzschtal     | kein Spielbetrieb                    |
| Harz            | FC Germania Halberstadt              |
| Kyffhäuser      | VfB Sangerhausen                     |
| Mittelelbe      | FuCC Cricket-Viktoria 1897 Magdeburg |
| Mittelsachsen   | kein Spielbetrieb                    |
| Nordthüringen   | SC Erfurt                            |
| Nordwestsachsen | VfB Leipzig                          |
| Oberlausitz     | SV Budissa Bautzen                   |
| Ostsachsen      | KSG VfB 1903/FV Sachsen Dresden      |
| Ostthüringen    | 1. SV Jena                           |
| Saale           | Hallescher FC 1896                   |
| Saale-Elster    | TV Lion Weißenfels                   |
| Südthüringen    | kein Spielbetrieb                    |
| Südwestsachsen  | SV Teutonia 1901 Chemnitz            |
| Vogtland        | kein Spielbetrieb                    |
| Wartburg        | SV Wacker 07 Gotha                   |
| Westsachsen     | KSG Zwickauer SC/Olympia Zwickau     |
| Westthüringen   | nicht überliefert                    |

## Gau Altmark
Aus dem Gau Altmark sind wenig Informationen überliefert. Auf Grund von kriegsbedingt schlechten Bahnverbindungen ist nicht überliefert, ob die Runde zu Ende gespielt wurde.
| Pl. | Verein                  |
| --- | ----------------------- |
| 1.  | Herta Wittenberge (M)   |
| 2.  | Viktoria Stendal        |
| 3.  | Saxonia Tangermünde     |
| 4.  | FC Hohenzollern Stendal |
| 5.  | FC Spartanus Rathenow   |
| 6.  | FC Siegfried Wahrburg   |
| 7.  | Minerva Wittenberge     |

| (M) | Titelverteidiger Altmark |

## Gau Anhalt
Das Spiel 1. SC Zerbst gegen SV Bernburg wurde als Niederlage für beide Vereine gewertet. Am Ende der Runde waren der FC Cöthen 02 und der SV 07 Bernburg punktgleich, so dass ein Entscheidungsspiel einberufen wurde. Dies wurde von Cöthen mit 3:1 gewonnen. Der Spielausschuss annullierte jedoch wegen eines Schiedsrichterfehlers das Spiel. Aus Terminnot wurde dennoch der FC Cöthen 02 als Vertreter Anhalts an der mitteldeutschen Fußballendrunde gemeldet. Das Wiederholungsspiel um Platz 1 gewann dann im August 1918 der SV Bernburg.
| Pl. | Verein               | Sp. | S | U | N  | Tore    | Quote | Punkte |
| --- | -------------------- | --- | - | - | -- | ------- | ----- | ------ |
| 1.  | FC Cöthen 02 (M)     | 12  | 8 | 2 | 2  | 034:120 | 2,83  | 18:60  |
| 2.  | SV 1907 Bernburg (N) | 12  | 9 | 0 | 3  | 021:140 | 1,50  | 18:60  |
| 3.  | 1. SC 1900 Zerbst    | 12  | 7 | 1 | 4  | 017:170 | 1,00  | 15:90  |
| 4.  | Dessauer SV 98       | 12  | 5 | 2 | 5  | 037:300 | 1,23  | 12:12  |
| 5.  | FC 1915 Dellnau      | 12  | 4 | 2 | 6  | 023:210 | 1,10  | 10:14  |
| 6.  | Wacker Bernburg (N)  | 12  | 3 | 1 | 8  | 016:360 | 0,44  | 07:17  |
| 7.  | Viktoria Zerbst b    | 12  | 1 | 0 | 11 | 002:200 | 0,10  | 02:22  |

| (M) | Titelverteidiger Anhalt |
| (N) | Aufsteiger              |

Entscheidungsspiel Platz 1
| Datum           |                  | Ergebnis |                  | Ort    |
| --------------- | ---------------- | -------- | ---------------- | ------ |
| 29. März 1918   | FC Cöthen 02     | c 3:1 c  | SV 1907 Bernburg | Dessau |
| 25. August 1918 | SV 1907 Bernburg | 4:2      | FC Cöthen 02     | Dessau |

## Gau Elbe-Elster
Im Gau Elbe-Elster fanden in dieser Saison keine Verbandsspiele statt.

## Gau Erzgebirge
Im Gau Erzgebirge fanden in dieser Saison keine Verbandsspiele statt.

## Gau Göltzschtal
Im Gau Göltzschtal fanden in dieser Saison keine Verbandsspiele statt.

## Gau Harz
| Pl. | Verein                                | Sp. | S  | U | N | Tore    | Quote | Punkte |
| --- | ------------------------------------- | --- | -- | - | - | ------- | ----- | ------ |
| 1.  | FC Germania Halberstadt (M)           | 12  | 10 | 1 | 1 | 052:150 | 3,47  | 21:30  |
| 2.  | FC Seesen (N)                         | 12  | 9  | 0 | 3 | 005:400 | 1,25  | 18:60  |
| 3.  | SpVgg Thale                           | 12  | 8  | 1 | 3 | 039:270 | 1,44  | 17:70  |
| 4.  | FC Askania Aschersleben               | 12  | 5  | 2 | 5 | 025:250 | 1,00  | 12:12  |
| 5.  | FC Askania Halberstadt (N)            | 12  | 6  | 0 | 6 | 010:300 | 0,33  | 12:12  |
| 6.  | FC Hohenzollern Staßfurt-Leopoldshall | 12  | 4  | 0 | 8 | 023:100 | 2,30  | 08:16  |
| 7.  | FC Teutonia Aschersleben              | 12  | 2  | 1 | 9 | 012:450 | 0,27  | 05:19  |

| (M) | Titelverteidiger Harz |

| Pl. | Verein                                |
| --- | ------------------------------------- |
| 1.  | FC Germania Halberstadt               |
| 2.  | FC Hohenzollern Staßfurt-Leopoldshall |
| 3.  | FC Askania Aschersleben               |

## Gau Kyffhäuser
Zum 1. Oktober 1917 schlossen sich die Gaue Grafschaft Mansfeld und Kyffhäuser zusammen, der Gau behielt den Namen Kyffhäusers.
Die unten stehende Tabelle ist nicht vollständig, am Ende der Spielzeit waren Helvetia Eisleben und der VfB Sangerhausen punktgleich, so dass ein Entscheidungsspiel um Platz 1 ausgetragen wurde. Die Spiele VfB Eisleben gegen Hohenzollern Nordhausen und VfB Eisleben gegen BSC 07 Sangerhausen wurden als Niederlage für beide Mannschaften gewertet.
| Pl. | Verein                           | Sp. | S | U | N | Tore    | Quote | Punkte |
| --- | -------------------------------- | --- | - | - | - | ------- | ----- | ------ |
| 1.  | FC Helvetia Eisleben             | 6   | 5 | 0 | 1 | 013:100 | 13,00 | 10:20  |
| 2.  | VfB Sangerhausen                 | 7   | 3 | 1 | 3 | 008:160 | 0,50  | 07:70  |
| 3.  | FV Hohenzollern Nordhausen       | 6   | 2 | 1 | 3 | 010:500 | 2,00  | 05:70  |
| 4.  | FC Adler Eisleben                | 5   | 1 | 1 | 3 | 009:100 | 0,90  | 03:70  |
| 5.  | BSC 07 Sangerhausen              | 5   | 0 | 3 | 2 | 009:100 | 0,90  | 03:70  |
| 6.  | VfB Eisleben (MG)                | 5   | 1 | 0 | 4 | 001:800 | 0,13  | 02:80  |
| 7.  | FV Viktoria Klostermansfeld d    | 0   | 0 | 0 | 0 | 000:000 | 1,00  | 0:0    |
| 8.  | SV Wacker-Mars Nordhausen d (MK) | 0   | 0 | 0 | 0 | 000:000 | 1,00  | 0:0    |

| (MG) | Titelverteidiger Grafschaft Mansfeld |
| (MK) | Titelverteidiger Kyffhäuser          |

Entscheidungsspiel Platz 1
| Datum            |                      | Ergebnis |                       | Ort        |
| ---------------- | -------------------- | -------- | --------------------- | ---------- |
| 24. Februar 1918 | FC Helvetia Eisleben | 0:5      | VfB 1906 Sangerhausen | Nordhausen |

## Gau Mittelelbe
| Pl. | Verein                               | Sp. | S | U | N  | Tore    | Quote | Punkte |
| --- | ------------------------------------ | --- | - | - | -- | ------- | ----- | ------ |
| 1.  | FuCC Cricket-Viktoria 1897 Magdeburg | 14  | 9 | 3 | 2  | 025:120 | 2,08  | 21:70  |
| 2.  | MFC Komet 1908 Magdeburg             | 14  | 9 | 1 | 4  | 029:170 | 1,71  | 19:90  |
| 3.  | Magdeburger SC Preussen              | 14  | 7 | 3 | 4  | 027:200 | 1,35  | 17:11  |
| 4.  | FC Weitstoß Magdeburg                | 14  | 8 | 0 | 6  | 027:170 | 1,59  | 16:12  |
| 5.  | SV Viktoria Magdeburg (M)            | 14  | 7 | 2 | 5  | 023:250 | 0,92  | 16:12  |
| 6.  | SpVgg Magdeburg                      | 14  | 5 | 1 | 8  | 014:280 | 0,50  | 11:17  |
| 7.  | FC Weitstoß Schönebeck (N)           | 14  | 4 | 0 | 10 | 023:240 | 0,96  | 08:20  |
| 8.  | Magdeburger SC e                     | 14  | 2 | 0 | 12 | 006:310 | 0,19  | 04:24  |

| (M) | Titelverteidiger Mittelelbe |
| (N) | Aufsteiger                  |

## Gau Mittelsachsen
Im Gau Mittelsachsen fanden in dieser Saison keine Verbandsspiele statt.

## Gau Nordthüringen
Zur kommenden Spielzeit wurde eine einheitlich Thüringenliga mit acht Vereinen eingeführt, die ersten vier Vereine aus dem Gau Nordthüringen qualifizierten sich dafür.
| Pl. | Verein                          | Sp. | S | U | N | Tore    | Quote | Punkte |
| --- | ------------------------------- | --- | - | - | - | ------- | ----- | ------ |
| 1.  | SC Erfurt (M)                   | 10  | 8 | 2 | 0 | 029:900 | 3,22  | 18:20  |
| 2.  | SpVgg Erfurt                    | 10  | 6 | 1 | 3 | 033:200 | 1,65  | 13:70  |
| 3.  | FC Borussia Erfurt              | 10  | 6 | 0 | 4 | 025:170 | 1,47  | 12:80  |
| 4.  | VfB Erfurt                      | 10  | 3 | 1 | 6 | 025:250 | 1,00  | 07:13  |
| 5.  | Sp.Abt. des MTV 1897 Erfurt (N) | 10  | 3 | 0 | 7 | 012:370 | 0,32  | 06:14  |
| 6.  | FC Saxonia Erfurt               | 10  | 2 | 0 | 8 | 007:230 | 0,30  | 04:16  |

| (M) | Titelverteidiger Nordthüringen |
| (N) | Aufsteiger                     |

## Gau Nordwestsachsen
| Pl. | Verein                           | Sp. | S  | U | N | Tore    | Quote | Punkte |
| --- | -------------------------------- | --- | -- | - | - | ------- | ----- | ------ |
| 1.  | VfB Leipzig                      | 12  | 11 | 0 | 1 | 031:500 | 6,20  | 22:20  |
| 2.  | FC Eintracht Leipzig (M)         | 12  | 10 | 0 | 2 | 029:900 | 3,22  | 20:40  |
| 3.  | FC Fortuna Leipzig               | 12  | 7  | 1 | 4 | 014:140 | 1,00  | 15:90  |
| 4.  | KSG Leipziger BC/Olympia Leipzig | 12  | 4  | 2 | 6 | 012:210 | 0,57  | 10:14  |
| 5.  | Wacker Leipzig                   | 12  | 3  | 1 | 8 | 007:320 | 0,22  | 07:17  |
| 6.  | SpVgg 1899 Leipzig-Lindenau f    | 12  | 2  | 1 | 9 | 014:110 | 1,27  | 05:19  |
| 7.  | FC Sportfreunde Leipzig          | 12  | 2  | 1 | 9 | 009:240 | 0,38  | 05:19  |

| (M) | Titelverteidiger Nordwestsachsen |

## Gau Oberlausitz
Die diesjährige 1. Klasse des Gaues Oberlausitz bestand nur aus drei Mannschaften. Da sich die SpVgg Bautzen Anfang November 1917 zurückzog, verblieben nur Budissa Bautzen und der Zittauer BC. Da der Zittauer BC nicht am 28. Oktober 1917 im Auswärtsspiel gegen Budissa Bautzen angetreten ist, wurde dieses Spiel für Bautzen gewertet. Das Rückspiel zwischen beiden Mannschaften am 17. März 1918 endete 1:1.
| Pl. | Verein                 | Sp. | S | U | N | Tore    | Quote | Punkte |
| --- | ---------------------- | --- | - | - | - | ------- | ----- | ------ |
| 1.  | SV Budissa Bautzen (M) | 2   | 1 | 1 | 0 | 001:100 | 1,00  | 03:10  |
| 2.  | Zittauer BC            | 2   | 0 | 1 | 1 | 001:100 | 1,00  | 01:30  |
| 3.  | SpVgg 1908 Bautzen     | 0   | 0 | 0 | 0 | 000:000 | 1,00  | 0:0    |

| (M) | Titelverteidiger Oberlausitz |

## Gau Ostsachsen
Die diesjährige 1. Klasse wurde in einer Gruppe ausgetragen.
| Pl. | Verein                          | Sp. | S  | U | N  | Tore    | Quote | Punkte |
| --- | ------------------------------- | --- | -- | - | -- | ------- | ----- | ------ |
| 1.  | KSG VfB 1903/FV Sachsen Dresden | 16  | 13 | 1 | 2  | 063:130 | 4,85  | 27:50  |
| 2.  | Guts Muts Dresden               | 16  | 12 | 2 | 2  | 054:200 | 2,70  | 26:60  |
| 3.  | SV Dresdner Fußballring (M)     | 16  | 9  | 3 | 4  | 033:250 | 1,32  | 21:11  |
| 4.  | FC Brandenburg Dresden          | 16  | 9  | 1 | 6  | 046:300 | 1,53  | 19:13  |
| 5.  | VfR Habsburg Dresden g          | 16  | 8  | 1 | 7  | 045:480 | 0,94  | 17:15  |
| 6.  | Dresdner SC                     | 16  | 6  | 1 | 9  | 037:320 | 1,16  | 13:19  |
| 7.  | VfR 1908 Dresden                | 16  | 5  | 0 | 11 | 029:530 | 0,55  | 10:22  |
| 8.  | SpVgg 1905 Dresden              | 16  | 3  | 2 | 11 | 010:440 | 0,23  | 08:24  |
| 9.  | BC Sportlust Dresden            | 16  | 1  | 1 | 14 | 015:670 | 0,22  | 03:29  |
| 10. | Dresdensia Dresden h            | 0   | 0  | 0 | 0  | 000:000 | 1,00  | 0:0    |

| (M) | Titelverteidiger Ostsachsen |

## Gau Ostthüringen
Zur kommenden Spielzeit wurde eine einheitlich Thüringenliga mit acht Vereinen eingeführt, die ersten zwei Vereine aus dem Gau Ostthüringen qualifizierten sich dafür.
| Pl. | Verein                           | Sp. | S | U | N | Tore    | Quote | Punkte |
| --- | -------------------------------- | --- | - | - | - | ------- | ----- | ------ |
| 1.  | 1. SV Jena (M)                   | 4   | 4 | 0 | 0 | 031:400 | 7,75  | 08:0   |
| 2.  | SC 1903 Weimar                   | 2   | 0 | 0 | 2 | 002:800 | 0,25  | 0:40   |
| 3.  | FV Saalfeld von 1906             | 2   | 0 | 0 | 2 | 002:230 | 0,09  | 0:40   |
| 4.  | KSG SC Jena 1908/VfB 1911 Jena i | 0   | 0 | 0 | 0 | 000:000 | 1,00  | 0:0    |

| (M) | Titelverteidiger Ostthüringen |

## Gau Saale
| Pl. | Verein                     | Sp. | S  | U | N | Tore    | Quote | Punkte |
| --- | -------------------------- | --- | -- | - | - | ------- | ----- | ------ |
| 1.  | Hallescher FC 1896 (MM, M) | 10  | 10 | 0 | 0 | 049:120 | 4,08  | 20:0   |
| 2.  | Borussia Halle             | 10  | 6  | 2 | 2 | 023:180 | 1,28  | 14:60  |
| 3.  | FC Wacker Halle            | 10  | 4  | 2 | 4 | 025:220 | 1,14  | 10:10  |
| 4.  | FC Hohenzollern Halle      | 10  | 3  | 1 | 6 | 013:270 | 0,48  | 07:13  |
| 5.  | Sportfreunde Halle         | 10  | 2  | 1 | 7 | 020:360 | 0,56  | 05:15  |
| 6.  | SV Favorit Halle j (N)     | 10  | 1  | 2 | 7 | 017:320 | 0,53  | 04:16  |
| 7.  | FK Minerva Halle k         | 0   | 0  | 0 | 0 | 000:000 | 1,00  | 0:0    |

| (MM) | mitteldeutscher Titelverteidiger |
| (M)  | Titelverteidiger Saale           |
| (N)  | Aufsteiger                       |

## Gau Saale-Elster
Gegen die zur kommenden Spielzeit neu eingeführte Thüringenliga protestierte der Saale-Elster-Gau. Die 1. Klasse blieb daher auch zur kommenden Spielzeit bestehen.
| Pl. | Verein                     | Sp. | S | U | N | Tore    | Quote | Punkte |
| --- | -------------------------- | --- | - | - | - | ------- | ----- | ------ |
| 1.  | TV Lion Weißenfels         | 6   | 6 | 0 | 0 | 021:500 | 4,20  | 12:0   |
| 2.  | Naumburger SV Hohenzollern | 6   | 3 | 0 | 3 | 021:150 | 1,40  | 06:60  |
| 3.  | FC Preußen Weißenfels (M)  | 6   | 3 | 0 | 3 | 010:900 | 1,11  | 06:60  |
| 4.  | SpVgg Zeitz 1910           | 6   | 0 | 0 | 6 | 004:270 | 0,15  | 0:12   |
| 5.  | Zeitzer BC 03 l            | 0   | 0 | 0 | 0 | 000:000 | 1,00  | 0:0    |

| (M) | Titelverteidiger Saale-Elster |

## Gau Südthüringen
Im Gau Südthüringen fanden in dieser Saison keine Verbandsspiele statt.

## Gau Südwestsachsen
| Pl. | Verein                    | Sp. | S | U | N | Tore    | Quote | Punkte |
| --- | ------------------------- | --- | - | - | - | ------- | ----- | ------ |
| 1.  | SV Teutonia 1901 Chemnitz | 7   | 6 | 1 | 0 | 021:500 | 4,20  | 13:10  |
| 2.  | FC Hohenzollern Chemnitz  | 7   | 5 | 0 | 2 | 003:600 | 0,50  | 10:40  |
| 3.  | SV Sturm Chemnitz         | 7   | 3 | 0 | 4 | 007:160 | 0,44  | 06:80  |
| 4.  | Chemnitzer BC m (M)       | 7   | 1 | 0 | 6 | 000:000 | 1,00  | 02:12  |
| 5.  | FC Hellas Chemnitz n      | 4   | 0 | 1 | 3 | 003:700 | 0,43  | 01:70  |

| (M) | Titelverteidiger Südwestsachsen |

## Gau Vogtland
Im Gau Vogtland fanden in dieser Saison keine Verbandsspiele statt.

## Gau Wartburg
Zur kommenden Spielzeit wurde eine einheitlich Thüringenliga mit acht Vereinen eingeführt, die ersten zwei Vereine aus dem Gau Wartburg qualifizierten sich dafür.
| Pl. | Verein                                       | Sp. | S | U | N | Tore    | Quote | Punkte |
| --- | -------------------------------------------- | --- | - | - | - | ------- | ----- | ------ |
| 1.  | SV Wacker 07 Gotha (M)                       | 7   | 7 | 0 | 0 | 069:300 | 23,00 | 14:0   |
| 2.  | SV 01 Gotha                                  | 7   | 4 | 0 | 3 | 013:220 | 0,59  | 08:60  |
| 3.  | FC Sportfreunde im Jugendverein 1916 Gotha o | 4   | 3 | 0 | 1 | 010:800 | 1,25  | 06:20  |
| 4.  | Vereinigter BC 1908 Ruhla p                  | 5   | 1 | 0 | 4 | 010:260 | 0,38  | 02:80  |
| 5.  | FC Teutonia Eisenach (N)                     | 6   | 1 | 0 | 5 | 007:340 | 0,21  | 02:10  |
| 6.  | SpVgg 1909 Eisenach                          | 5   | 1 | 0 | 4 | 001:170 | 0,06  | 02:80  |

| (M) | Titelverteidiger Wartburg |

## Gau Westsachsen
| Pl. | Verein                           | Sp. | S | U | N | Tore    | Quote | Punkte |
| --- | -------------------------------- | --- | - | - | - | ------- | ----- | ------ |
| 1.  | KSG Zwickauer SC/Olympia Zwickau | 6   | 5 | 0 | 1 | 000:000 | 1,00  | 10:20  |
| 2.  | SpVgg Meerane 1907               | 6   | 4 | 0 | 2 | 000:000 | 1,00  | 08:40  |
| 3.  | FC 02 Schedewitz (M)             | 6   | 2 | 0 | 4 | 000:000 | 1,00  | 04:80  |
| 4.  | VfB Glauchau                     | 6   | 1 | 0 | 5 | 000:000 | 1,00  | 02:10  |

| (M) | Titelverteidiger Westsachsen |

## Gau Westthüringen
Die Abschlusstabelle aus dem Gau ist nicht überliefert, es nahmen der FC Germania Mehlis, der TV 09 Mehlis, der FC Zella 05 und der Vorjahressieger TV Zella teil, wobei gegen letzte beiden Vereine ein Spielverbot erlassen wurde. An der diesjährigen mitteldeutschen Fußballendrunde nahm kein Vertreter Westthüringens teil.

## Thüringer Fußballmeisterschaft
Erneut wurde in dieser Spielzeit in Thüringen eine separate Meisterschaft ausgespielt, zu der sich diesmal die Gaumeister der fünf Thüringer Gaue Kyffhäuser, Nordthüringen, Ostthüringen, Saale-Elster und Wartburg qualifizierten. Nur der Gewinner dieser Meisterschaft qualifizierte sich für die mitteldeutsche Fußballendrunde.
Im Juli 1918 wurde beschlossen, die Thüringer Gaue Kyffhäuser, Nordthüringen, Ostthüringen, Saale-Elster, Südthüringen, Wartburg und Westthüringen zu einem Kreis zusammenzuschließen, eine oberste Thüringenliga sollte eingerichtet werden. Inwieweit sich sämtliche betroffene Gaue beteiligten, konnte nicht überliefert werden. Zumindest der Saale-Elster-Gau protestierte gegen die Entscheidung und spielte auch in der kommenden Spielzeit eine eigene 1. Klasse aus.
Vorrunde
| Datum                                                      |                                      | Ergebnis |                                               | Ort    |
| ---------------------------------------------------------- | ------------------------------------ | -------- | --------------------------------------------- | ------ |
| 7. April 1918                                              | 1. SV Jena (Sieger Gau Ostthüringen) | 17:00    | TV Lion Weißenfels (Sieger Gau Saale-Elster)  | Jena   |
| 7. April 1918                                              | SC Erfurt (Sieger Gau Nordthüringen) | 10:00    | VfB 1906 Sangerhausen (Sieger Gau Kyffhäuser) | Erfurt |
| SV Wacker Gotha (Sieger Gau Wartburg) erhielt ein Freilos. |                                      |          |                                               |        |

Halbfinale
| Datum                           |                 | Ergebnis  |           | Ort   |
| ------------------------------- | --------------- | --------- | --------- | ----- |
| 14. April 1918                  | SV Wacker Gotha | 1:3 n. V. | SC Erfurt | Gotha |
| 1. SV Jena erhielt ein Freilos. |                 |           |           |       |

Finale
| Datum          |           | Ergebnis  |            | Ort                    |
| -------------- | --------- | --------- | ---------- | ---------------------- |
| 21. April 1918 | SC Erfurt | 1:3 (0:0) | 1. SV Jena | Borussia-Platz, Erfurt |

## Mitteldeutsche Fußballendrunde
Die Meisterschaftsendrunde fand im K.-o.-System statt. Qualifiziert waren die gemeldeten Meister der einzelnen Gaue, ausgenommen Kyffhäuser, Nordthüringen, Ostthüringen, Saale-Elster und Wartburg (spielten den Teilnehmer in der Thüringer Fußballmeisterschaft aus). Da der Titelverteidiger Hallescher FC gleichzeitig auch Gaumeister wurde, blieb der Platz des Titelverteidigers vakant. Der Thüringer Meister nahm erst ab dem Halbfinale am Spielgeschehen teil.

### Vorrunde
| Datum |                                                         | Ergebnis  |                                                  | Ort                 |
| --- | ------------------------------------------------------- | --------- | ------------------------------------------------ | ------------------- |
| 7. April 1918 | FC Cöthen 02 (Teilnehmer Gau Anhalt)                    | 0:4       | VfB Leipzig (Sieger Gau Nordwestsachsen)         | Dessau              |
| 7. April 1918 | KSG VfB/FV Sachsen Dresden (Sieger Gau Ostsachsen)      | 9:0       | SV Budissa Bautzen (Teilnehmer Gau Oberlausitz)  | Ring-Platz, Dresden |
| 7. April 1918 | KSG Zwickauer SC/Olympia (Sieger Gau Westsachsen)       | 2:3 n. V. | SV Teutonia Chemnitz (Sieger Gau Südwestsachsen) | Schedewitz          |
| 7. April 1918 | FuCC Cricket-Viktoria Magdeburg (Sieger Gau Mittelelbe) | 3:2 n. V. | Herta Wittenberge (Sieger Gau Altmark)           | Magdeburg           |
| 7. April 1918 | Hallescher FC 1896 (Sieger Gau Saale)                   | 10:1      | FC Germania Halberstadt (Sieger Gau Harz)        | Halle               |
| Der diesjährige noch auszuspielende Thüringer Fußballmeister erhielt ein Freilos, da die Thüringer Fußballmeisterschaft noch nicht abgeschlossen war. |                                                         |           |                                                  |                     |

### Viertelfinale
| Datum                                                                                       |                                 | Ergebnis |                            | Ort       |
| ------------------------------------------------------------------------------------------- | ------------------------------- | -------- | -------------------------- | --------- |
| 14. April 1918                                                                              | FuCC Cricket-Viktoria Magdeburg | 0:4      | Hallescher FC 1896         | Magdeburg |
| 14. April 1918                                                                              | SV Teutonia Chemnitz            | 1:8      | KSG VfB/FV Sachsen Dresden | Chemnitz  |
| Der VfB Leipzig und der noch auszuspielende Thüringer Fußballmeister erhielten ein Freilos. |                                 |          |                            |           |

### Halbfinale
| Datum          |                            | Ergebnis  |             | Ort     |
| -------------- | -------------------------- | --------- | ----------- | ------- |
| 28. April 1918 | KSG VfB/FV Sachsen Dresden | 0:3       | VfB Leipzig | Dresden |
| 28. April 1918 | Hallescher FC 1896         | 2:1 n. V. | 1. SV Jena  | Halle   |

### Finale
| Paarung            | VfB Leipzig – Hallescher FC 1896                                                                                     |
| Ergebnis           | 2:0 (1:0) |
| Datum              | 12. Mai 1918 |
| Stadion            | Sportplatz, Leipzig                                                                                                  |
| Zuschauer          | 5.000 |
| Schiedsrichter     | Courty (Berlin) |
| Tore               | 1:0 Krug (11.) 2:0 Krug (52.)                                                                                        |
| VfB Leipzig        | Frick – Schmidt, Willy Völker – Pflaume, Geißler, Ebert – Baurittel, Winkert, Paul Pömpner, Krug, Lembke             |
| Hallescher FC 1896 | Hensel – Speyer, Fuchs – Brügert, Fritz Förderer, Burghardt – Körste, Benecke, Willi Worpitzky, Wilhelm Noë, Riemann |

Die erste Chance im Spiel hatte der Hallenser Riemann, doch die Leipziger Verteidigung brachte den Ball außer Gefahr. In der 4. Minute kamen die Leipziger zu ihrer ersten Torgelegenheit, scheiterten jedoch an Hensel. In der 11. Minute setzte sich Baurittel durch und flankte in den Strafraum, der Hallesche Abwehrspieler Speyer verpasste die Flanke, so dass Krug mühelos zum 1:0 für Leipzig einköpfen konnte. Danach drang Halle auf den Ausgleich, doch Burghardt und Förderer vergaben mehrere Möglichkeiten. In der 23. Minute schießt Pömpner auf der Gegenseite auf das Tor von Halle, doch Hensel verhinderte den erneuten Treffer. Kurz vor Schluss der ersten Halbzeit schießt Burghardt am leeren Tor von Leipzig vorbei. Nach dem Seitenwechsel tauschten Speyer und Burghardt von Halle die Positionen. Krug nutzte in der 52. Minute einen Fehler von Burghardt aus und traf zum 2:0. Halle stellte daraufhin nochmals um, die weiteren Chancen wurden aber von der Leipziger Abwehr und Torhüter Frick abgewehrt. Der VfB Leipzig konnte somit zum achten Mal mitteldeutscher Fußballmeister werden.